# 안태진
안태진은 대한민국의 영화 감독, 영화 제작자이다.

## 영화
- 2005년 영화 《왕의 남자》 ... 조연출
- 2006년 영화 《디지털 다세포 소녀》 ... 연출
- 2022년 영화 《올빼미》 ... 연출

## 드라마
- 2014년 FTV 대한민국 최초 낚시드라마  《손맛》 연출
- 2026년 tvN 미니시리즈 《두 번째 시그널》 ... 연출

## 수상
- 2023년 제21회 《디렉터스 컷 어워즈》 올해의 신인감독상 《올빼미》
- 2023년 제59회 《백상예술대상》 영화부문 신인감독상 《올빼미》
- 2023년 제43회 《한국영화평론가협회상》 신인감독상 《올빼미》
- 2023년 제43회 《황금촬영상》 감독상 《올빼미》
- 2023년 제59회 《대종상》 신인감독상, 각본상 《올빼미》
- 2023년 제44회 《청룡영화상》 신인감독상 《올빼미》
- 2023년 제28회 《춘사국제영화제》 신인감독상, 각본상 《올빼미》
- 2023년 제10회 《한국영화제작가협회상》 각본상 《올빼미》